# Seconda invasione manciù della Corea
La seconda invasione manciù della Corea ebbe luogo nel 1636, quando l'Impero Qing manciù soggiogò la dinastia coreana Joseon. Seguì la prima invasione manciù della Corea nel 1627.

## Cause
Dopo la prima invasione del 1627, la dinastia Joseon continuò a sfidare i Manciù. Il commercio andava male e la Corea non riconsegnò il fuggitivo manciù che vi si era rifugiato. Inoltre, la Corea assunse una posizione provocatoria quando Huang Taiji proclamò la nuova dinastia Qing. I delegati manciuriani Inggūldai e Mafuta ricevettero un gelido benvenuto a Hanseong, dove i soldati coreani erano rimasti nell'ombra. I delegati furono offesi e tornarono in Manciuria.
La corte coreana era dominata da uomini favorevoli alla guerra, ma senza migliorare le sue capacità militari. Un messaggio di guerra a Pyongan-do fu intercettato anche da Inggūldai.

## Cronologia
Durante l'inverno, lo stesso Huang Taiji guidò in Corea gli stendardi manciù, mongolo e cinese, nonché un esercito di 120 000 mongoli. Invece di combattere le forze di Im Gyeong-eop alla Fortezza di Baegma (Uiju), il principe Dodo, a capo della spedizione, si diresse dritto verso Hanseong per impedire al re Injo di Jeoseon di scappare ancora una volta sull'isola di Ganghwa, come facevano i re coreani.
Incapace di fuggire sull'isola, il re si rifugiò nella fortezza di Namhansanseong, che fu immediatamente assediata dall'esercito manciù. L'esercito coreano all'interno della fortezza soffriva di carenza di cibo e munizioni. Mentre i funzionari coreani erano impegnati in dibattiti surreali, Dorgon riuscì a occupare l'isola di Ganghwa in un giorno e catturare il secondo figlio e le mogli del re Injo.
Mentre l'assedio continuava, la carenza di cibo divenne critica e la situazione strategica peggiorò per i coreani, con i tentativi delle forze coreane di altre aree di rompere l'assedio fallendo e le cariche delle truppe della fortezza non riuscirono più. La Cina Ming tentò di inviare un minuscolo distaccamento in aiuto di Joseon, ma fu poco più di uno sforzo simbolico, poiché le truppe furono comunque spazzate via in mare durante una tempesta. Questa situazione disperata costrinse alla resa il re Injo che consegnò tre ufficiali pro-guerra ai Qing e accettò i seguenti termini di pace:
1. La Corea si sottomette alla dinastia Qing.
2. La Corea interrompe le relazioni tradizionali con la Cina Ming.
3. La Corea offre come ostaggi il figlio maggiore e il figlio minore del re Injo, nonché i figli e i fratelli dei suoi ministri.
4. La Corea rende omaggio ai Qing come in precedenza ai Ming.
5. La Corea servirà i Qing nella loro guerra contro i Ming.
6. La Corea offre navi da guerra per il rimpatrio dei soldati Manciù.
7. I ministri coreani e manciù sono legati da matrimoni di alleanza.
8. La Corea non ha più il diritto di costruire fortezze.

Huang Taiji aveva una piattaforma installata sull'isola di Samjeon sul fiume Han, sulla quale accettò la sottomissione del re Injo. Il re Injo si inchinò a Huang Taiji, che presumibilmente lo costrinse a ripetere più volte questo rituale umiliante.

## Conseguenze
Il generale Joseon Im Gyeong-eop, che era responsabile della difesa della fortezza di Baegma sul confine di Qing-Joseon, discese verso Hanseong con il suo esercito e tese un'imboscata a una delle divisioni dell'esercito Qing durante il suo ritiro, decapitando il suo generale Yaochui (要槌, nipote di Huang Taiji).
Non essendo a conoscenza della resa del suo re in questo momento, fu liberato senza punizione da Huang Taiji, che fu anche molto colpito dai coraggiosi sforzi di Im per difendere il suo regno. Avevo effettivamente richiesto rinforzi da Hanseong all'inizio della guerra (che non arrivarono mai) e pianificato di invadere la stessa Mukden.
Le regioni della Corea settentrionale e centrale vennero devastate dalla guerra. Sebbene la disciplina dell'esercito manciù fosse severa, i soldati mongoli saccheggiarono le città.
In accordo con i termini della resa, la Corea inviò truppe ad attaccare l'isola Pi alla foce dello Yalu.

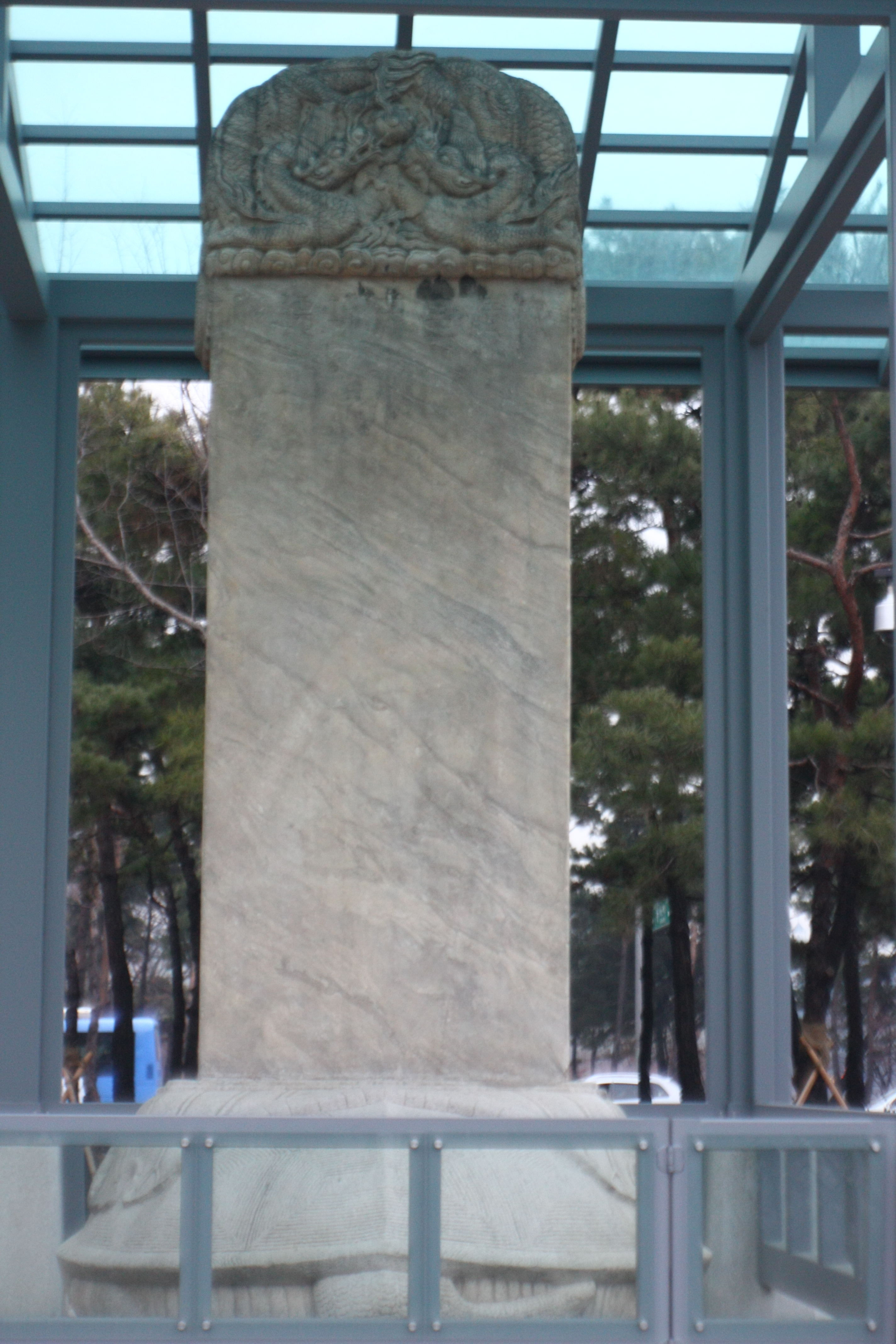
Monumento di Samjeondo

Huang Taiji ordinò alla Corea di costruire una stele, il Monumento di Samjeondo (삼전도비 / 三田渡碑), in onore delle "eccellenti virtù dell'imperatore Manciù", l'edificio fu eretto nel 1639 a Samjeondo, dove aveva avuto luogo la resa del re Injo.
I coreani continuarono a mostrare un atteggiamento di sfida, anche se in privato, nei confronti della dinastia Qing, vedendo i Manciù come barbari incivili nonostante giurassero ufficialmente obbedienza a loro. Gli studiosi coreani hanno continuato a utilizzare il sistema dell'era Ming in segreto anche dopo la caduta di questa dinastia. Molti credevano che la Corea dovesse diventare il legittimo successore della civiltà Ming (Han) invece del "barbaro" Qing. I coreani ricostruirono anche le loro fortezze intorno a Hanseong e nelle regioni settentrionali.
Il re Hyojong, che visse per sette anni come ostaggio a Mukden e succedette a Injo, pianificò una spedizione irrealistica nel regno di Qing chiamata Bukbeol (북벌, 北伐, spedizione settentrionale) durante il suo regno di dieci anni sul trono coreano, tuttavia alla vigilia di esso la sua morte lo rinviò sine die.
Dal 1639 al 1894, la corte coreana formò un corpo di traduttori professionisti coreano-manciuriani. Questi sostituirono gli interpreti della lingua jurchen, che erano stati educati in scrittura jurchen. I primi libri in manciù furono scritti da Shin Gye-am, in precedenza interprete dello jurchen, che traslitterò vecchi libri jurchen in scrittura manciù. I suoi libri di testo, completati nel 1639, vennero utilizzati per gli esami di Stato fino al 1684. L'esame manciù sostituì quello jurchen, ma il nome ufficiale dell'esame non fu cambiato prima del 1667.
Fino al 1894, la Corea rimase uno stato vassallo della Cina Qing, sebbene l'influenza dei Manciù diminuì gradualmente nell'ultima parte del XVIII secolo, quando la dinastia Joseon ricominciò a fiorire. L'Impero del Giappone costrinse la Cina Qing dopo la prima guerra sino-giapponese (1894-1895) a riconoscere la fine della sua sovranità sulla Corea, in un processo che sarebbe culminato con l'invasione e la colonizzazione giapponese dalla Corea all'inizio del XX secolo.